# Гвардейская армия

Нагрудный знак Гвардия, СССР.

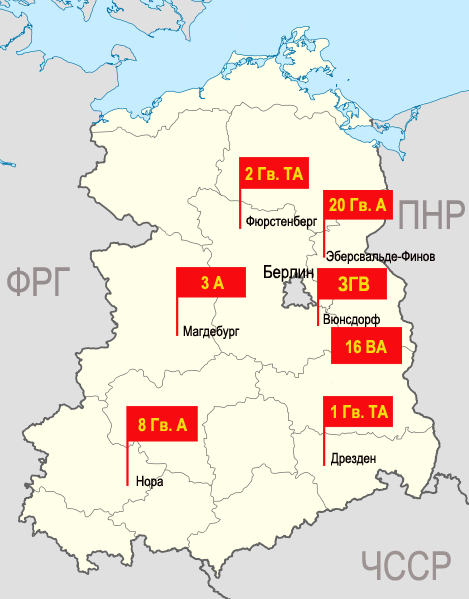
Условные знаки армий ЗГВ на схеме территории ГДР, по состоянию на 1991 год.

Гвардейская армия — гвардейское оперативное формирование (объединение, армия) РККА Вооружённых Сил СССР (ВС СССР) во время Великой Отечественной войны и в послевоенный период, так же на данный момент имеются и в ВС России.
Гвардейские армии появились в ВС СССР, когда за проявленные героизм, отвагу, мужество и высокое боевое мастерство личным составом формирований (типа — армия и танковая армия), им были присвоены почётные звания — гвардейская.

## История
Как оперативное объединение «армия» впервые возникла в начале XIX века. Появление армий было вызвано увеличением численности вооружённых сил (ВС) государства, развитием вооружения и военной техники, путей сообщения и возросшим пространственным размахом военных действий. В этих условиях для повышения эффективности управления, лучшего использования боевых и маневренных возможностей войск потребовалось разделить ВС, действовавшие на театре военных действий (ТВД), на армии и первой это начала делать Российская империя. С 1806 года до 60-х годов XIX века Русская императорская армия включала корпуса (высшие соединения в пехоте и кавалерии — непостоянные), имевшие по две дивизии (постоянное войсковое соединение состоящее из двух — трёх бригад двухполкового состава и артиллерийской бригады) и артиллерийские бригады (корпусные).
В Русской императорской армии (РИА) были гвардейские формирования, самое крупное из них это 1-й гвардейский корпус. После Октябрьской революции все они были расформированы.
В период Великой Отечественной войне за героизм, мужество и высокое воинское мастерство личного состава проявленные по защите Отечества от напавшего врага началось присвоение формированиям РККА почётных званий — гвардейский(ая). Получая его формирование переименовывалось, им присваивались новые войсковые номера. Соответственно по мере увеличения количества гвардейских формирований, появились гвардейские корпуса и армии. Гвардейские армии формировались из гвардейских соединений и частей.
При проведении операций гвардейские армии использовались на самых ответственных участках и направлениях, так как обладали повышенной боевой способностью в наступлении и особой стойкостью в обороне.
Всего за время Великой Отечественной войны почётного звания гвардейская были удостоены 11 общевойсковых и 6 танковых армий.
В период хрущёвских сокращений в ВС СССР появились гвардейские механизированные армии, позже вернулись обратно к гвардейским танковым.

## Состав
В состав гвардейской армии (гв. А) в зависимости от рода войск входили:
- управление (штаб)
- соединения (корпуса, дивизии)
- части (бригады, полки, отдельные батальоны, дивизионы и роты)
- учреждения (госпиталя, базы, склады)

## Знамя
Каждой гвардейской армии вручалось гвардейское Красное Знамя согласно Положению о красных знаменах гвардейской армии и гвардейского корпуса:

1. Гвардейское Красное Знамя вручается армиям и корпусам при присвоении им гвардейского наименования. Гвардейское Красное Знамя обязывает весь личный состав гвардейских армий и корпусов быть образцом для всех других частей и соединений Красной Армии.
2. Гвардейское Красное Знамя вручается от имени Президиума Верховного Совета СССР представителем Народного комиссариата обороны СССР.
3. Гвардейское Красное Знамя сохраняется за гвардейской армией и гвардейским корпусом на все время, независимо от изменения наименования и нумерации армии или корпуса. Изменения наименования и нумерации армии или корпуса заносятся в грамоту, выдаваемую при вручении Красного Знамени.
4. Красное Знамя гвардейской армии или гвардейского корпуса всегда находится со штабом армии или штабом корпуса.
5. При утрате гвардейского Знамени вследствие неорганизованности, малодушия и неустойчивости в бою командный состав, виновный в таком позоре, подлежит суду военного трибунала, а армия или корпус лишаются гвардейского звания и подлежат переформированию.— Положение о Красных знаменах гвардейской армии и гвардейского корпуса

## Формирования

### СССР
- 1-я гвардейская армия (1 гв. А)
- 2-я гвардейская армия (2 гв. А)
- 3-я гвардейская армия (3 гв. А)
- 4-я гвардейская армия (4 гв. А)
- 5-я гвардейская армия (5 гв. А)
- 6-я гвардейская армия (6 гв. А)
- 7-я гвардейская армия (7 гв. А)
- 8-я гвардейская армия (8 гв. А)
- 9-я гвардейская армия (9 гв. А)
- 10-я гвардейская армия (10 гв. А)
- 11-я гвардейская армия (11 гв. А)
- 20-я гвардейская армия (20 гв. А)
- 1-я гвардейская танковая армия (1 гв. ТА)
- 2-я гвардейская танковая армия (2 гв. ТА)
- 3-я гвардейская танковая армия (3 гв. ТА)
- 4-я гвардейская танковая армия (4 гв. ТА)
- 5-я гвардейская танковая армия (5 гв. ТА)
- 6-я гвардейская танковая армия (6 гв. ТА)
- 1-я гвардейская механизированная армия (1 гв. МА)
- 2-я гвардейская механизированная армия (2 гв. МА)
- 3-я гвардейская механизированная армия (3 гв. МА)
- 4-я гвардейская механизированная армия (4 гв. МА)
- 5-я гвардейская механизированная армия (5 гв. МА)
- 6-я гвардейская механизированная армия (6 гв. МА)
- 33-я гвардейская ракетная армия

### Российская Федерация
- 1-я гвардейская танковая армия
- 2-я гвардейская общевойсковая армия
- 5-я гвардейская общевойсковая армия
- 8-я гвардейская общевойсковая армия
- 20-я гвардейская общевойсковая армия
- 29-я гвардейская общевойсковая армия
- 41-я гвардейская общевойсковая армия
- 58-я гвардейская общевойсковая армия
- 4-я гвардейская армия ВВС и ПВО
- 27-я гвардейская ракетная армия
- 33-я гвардейская ракетная армия